# Tarbat West Church

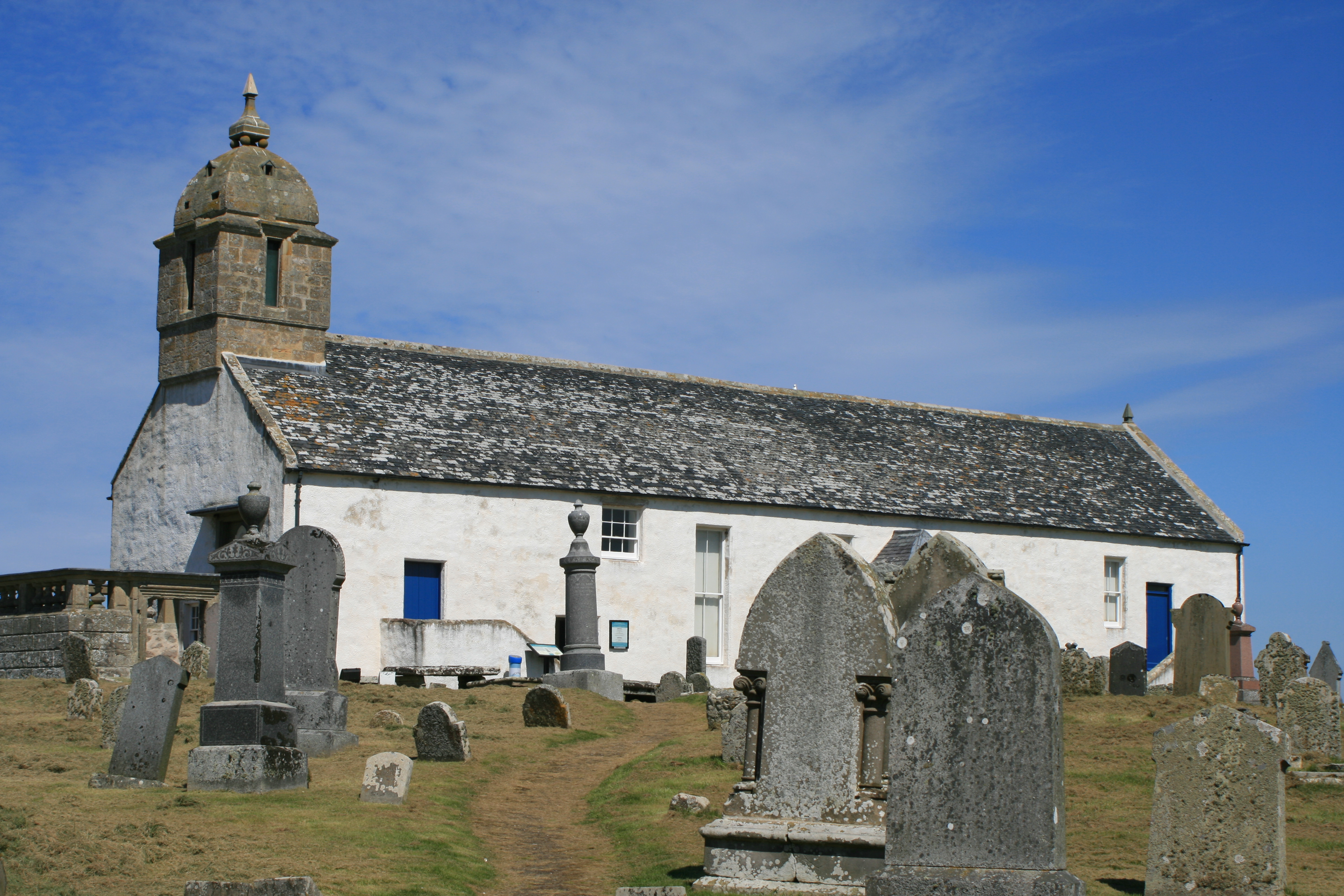
Tarbat West Church

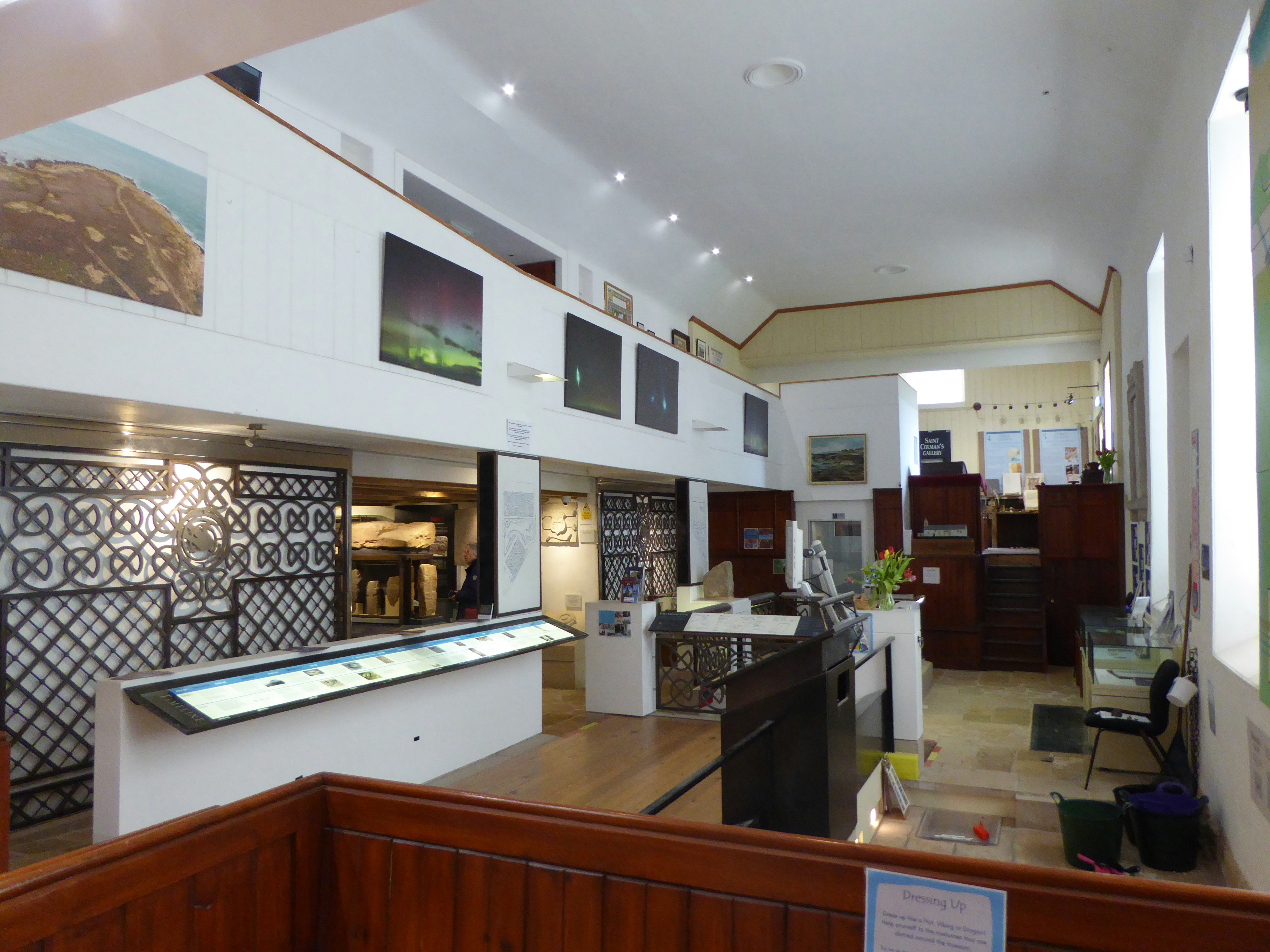
Tarbat Discovery Centre

Die Tarbat West Church, heute Tarbat Discovery Centre, ist eine ehemalige Pfarrkirche der presbyterianischen Church of Scotland und heutiges Museum in der schottischen Ortschaft Portmahomack in der Council Area Highland. 1971 wurde das Bauwerk in die schottischen Denkmallisten in der höchsten Denkmalkategorie A aufgenommen.

## Geschichte
Vermutlich zählt Portmahomack zu den frühesten christlichen Standorten Schottlands. Am Ort der heutigen Tarbat West Church befand sich einst das Kloster Portmahomack, das, in mehreren Phasen bewirtschaftet, auf ein piktisches Kloster aus dem mittleren 6. Jahrhundert zurückgeht. Grabstätten sowie sukzessive Kirchengebäude aus den Jahrhunderten sind archäologisch belegt. Auch erkenntlich ist ein Klosterbrand um das Jahr 800, welcher auf einen Wikingerüberfall hindeuten könnte. Ein auf das spätere 15. Jahrhundert datierender Kirchenbrand dürfte mit der Schlacht von Tarbat zwischen dem Clan Ross und dem Clan MacKay korrelieren.
Die heutige Tarbat West Church wurde im Jahre 1756 errichtet. Hierbei wurden mittelalterliche Fragmente in die neue Struktur integriert. 1864 wurde Andrew Maitland mit der Renovierung und Instandsetzung des Gebäudes betraut. 1891 erfolgte der teilweise Austausch der Kirchenbänke. A. Maitland & Sons überarbeiteten die Tarbat West Church 1921. Das Gebäude war vermutlich Colman von Lindisfarne geweiht. Nach einem mehrjährigen Leerstand wurde die zwischenzeitlich redundante Kirche restauriert und beherbergt heute das Museum Tarbat Discovery Centre.

## Beschreibung
Die Tarbat West Church steht am Südrand der Ortschaft Portmahomack auf der Halbinsel Tarbat. Die Fassaden der T-förmigen Saalkirche sind mit Harl verputzt, wobei Natursteineinfassungen abgesetzt sind. Aus der asymmetrisch aufgebauten Südfassade mit ihren drei länglichen Sprossenfenstern und zwei Eingangstüren mit Vortreppen tritt etwa mittig ein kleiner abgewalmter Bauteil heraus. Das Satteldach ist mit Schiefer eingedeckt und mit steinerner Firstbedeckung ausgeführt. Auf dem Westgiebel setzt sich ein Glockenturm mit quadratischem Grundriss fort. Drei der Turmfassaden sind mit länglichen Fenstern ausgeführt. Aus der geschwungenen Steinhaube treten winzige Lukarnen heraus.